# Jelena Azarowa
Jelena Azarowa, ros. Елена Юрьевна Азарова (ur. 5 czerwca 1973) – rosyjska pływaczka synchroniczna. Dwukrotna złota medalistka olimpijska.
Brała udział w trzech igrzyskach olimpijskich (IO 96, IO 00, IO 04), na dwóch – w 2000 i 2004 - zdobywała złote medale. W drużynie była również złotą medalistką mistrzostw świata (1998) oraz Europy (1991, 1993, 1995 – zwyciężyła również w duecie, 1997, 1999, 2000). W 2016 została przyjęta do International Swimming Hall of Fame.